# Ádám Marosi
Ádám Marosi (ur. 26 lipca 1984) – węgierski pięcioboista, brązowy medalista olimpijski, trzykrotny mistrz świata, trzykrotny mistrz Europy.
Życiowym sukcesem zakończył udział w igrzyskach olimpijskich w Londynie, kiedy to zdobył brązowy medal. Brał także udział w mistrzostwach świata w Londynie w 2009 roku, zdobywając złoty medal w konkurencji indywidualnej i drużynowej.